# Sphaerophragmium boanense
Sphaerophragmium boanense är en svampart som beskrevs av Cummins 1940. Sphaerophragmium boanense ingår i släktet Sphaerophragmium och familjen Raveneliaceae.   Inga underarter finns listade i Catalogue of Life.